# Maybe Someday
Singles de The Cure
Out of This World
(2000) Cut Here
(2001)
Pistes de Bloodflowers
Where the Birds Always Sing The Last Day of Summer
Maybe Someday est une chanson du groupe britannique The Cure figurant sur l'album Bloodflowers.
Elle a fait l'objet d'un single promotionnel envoyé exclusivement aux médias le 29 février 2000.
Le CD single comporte quatre versions de la chanson, toutes plus courtes que celle apparaissant sur l'album Bloodflowers et mixées différemment,.
La chanson parvient à la 10e place dans le classement Alternative Songs établi par le magazine américain Billboard.

## Liste des titres
1. Maybe Someday (Radio Edit) - 4:00
2. Maybe Someday (Hybrid Mix Radio Edit) - 3:00
3. Maybe Someday (Dance Mix) - 4:57
4. Maybe Someday (Acoustic Mix) - 4:59

## Classements hebdomadaires
| Classement (2000)              | Meilleure place |
| ------------------------------ | --------------- |
| États-Unis (Alternative Songs) | 10              |